# اوا اسکیبینسکا
اِوا اسکیبینسکا (لهستانی: Ewa Skibińska؛ زادهٔ ۱۱ فوریه ۱۹۶۳) بازیگر اهل لهستان است.
از فیلم‌ها یا مجموعه‌های تلویزیونی که وی در آن‌ها نقش داشته‌است، می‌توان به آب‌شدگی، هنرمندان، قانون حقیقی، ده فرمان (قسمت هشتم)، در خوشی و سختی، در خیابان سپولنی، عشق اول، هتل ۵۲، رنگ‌های خوشبختی، کورشده از نور و در اعماق جنگل اشاره نمود.